# Boarmia leucoplecta
Boarmia leucoplecta är en fjärilsart som beskrevs av Edward Meyrick 1892. Boarmia leucoplecta ingår i släktet Boarmia och familjen mätare. Inga underarter finns listade i Catalogue of Life.